# English Market
De English Market (Iers: An Margadh Sasanach) (Nederlands: Engelse Markt) is een markthal in de Ierse stad Cork. De foodhal is gelegen op het Stadseiland Cork tussen Princes Street, Saint Patrickstreet en Grand Parade en stamt uit 1610, het huidige gebouw stamt uit 1788. Het gebouw is opgedeeld in twee delen: Princes Street Market en Grand Parade Market. De reden dat deze markthal, snel kon ontwikkelen was de belangrijke functie die Cork speelde als exporthaven van voedsel voor de koloniën in West-Indië van het Britse rijk. Verder was Cork een belangrijke verversingsplaats voor de lange vaart. Momenteel bestaat de markt uit diverse soorten marktkramen waar veel verschillend voedsel en dranken wordt verkocht. Van vis tot ijs en van rundvlees tot kruiden. Wijn en koffie zijn er ook te koop. Op de eerste verdieping zijn ook restaurants te vinden. De markt wordt zowel door toeristen als de plaatselijke bevolking bezocht.

## Geschiedenis
De naam English Market werd voor het eerst genoemd in 1788 en slaat op een protestantse Engelse firma, die de eigenaar van deze markthal was in dat jaar. Vanaf 1840 naar dat de katholieken het bestuur van de stad overnamen, kwam er een concurrerende markt bij, De Irish Market, deze voormalige markt biedt nu plaats aan een whiskeybar.
Het marktdeel van de English Market aan de Princes Street stamt uit 1862.

## Afbeeldingen

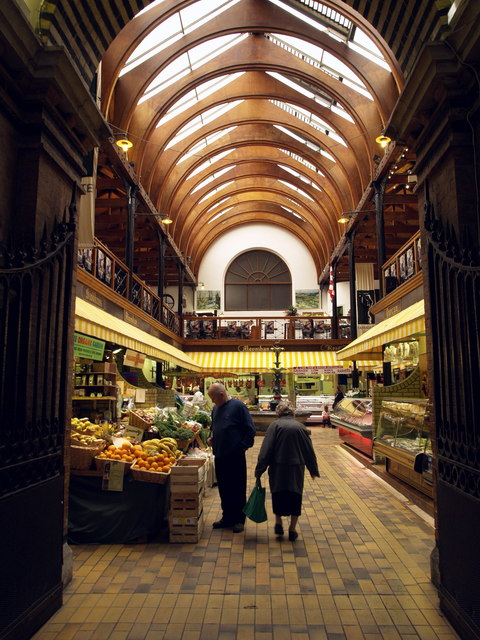
De Princes Street Market
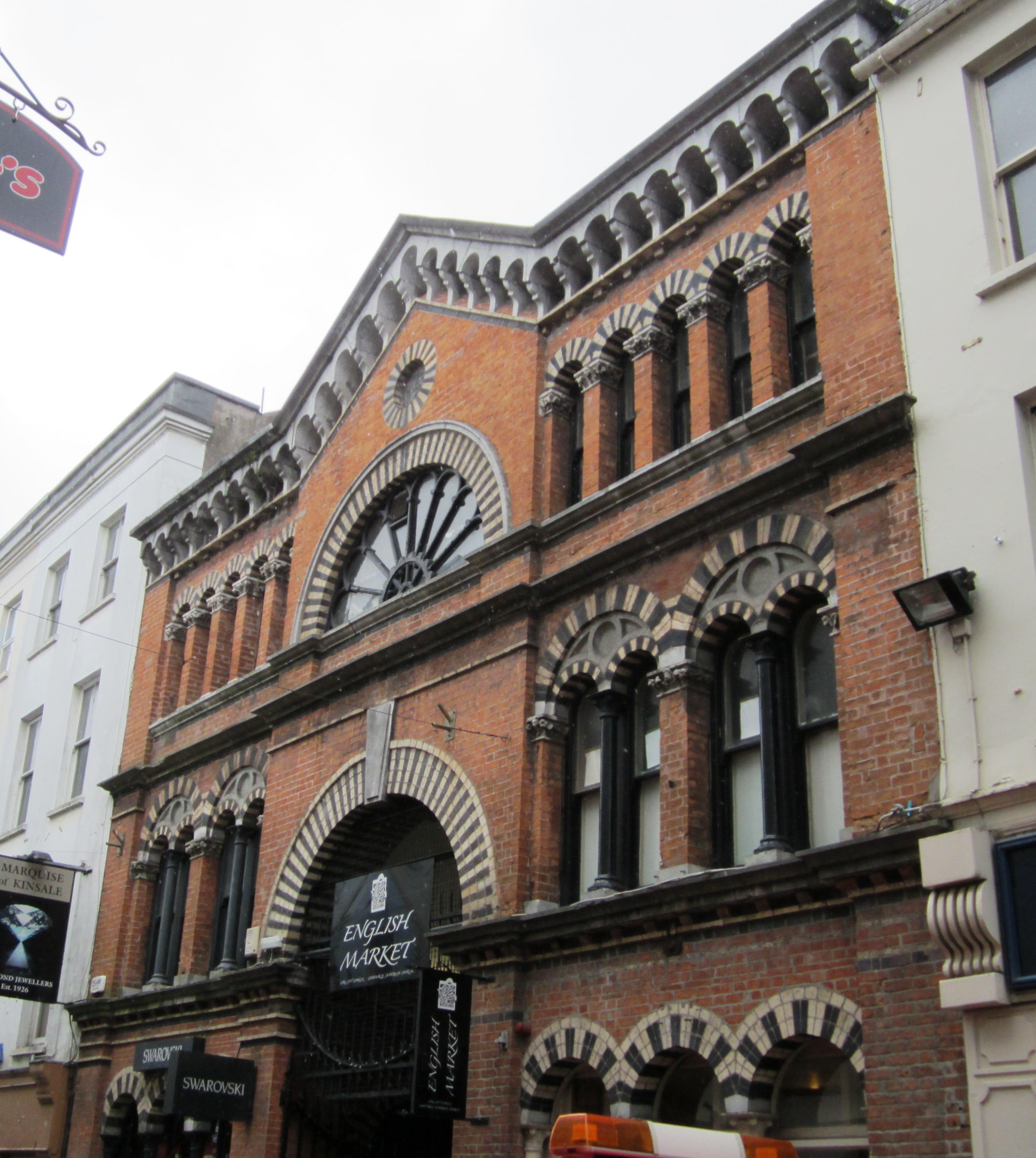
Ingang van de Engelse Markt vanaf de Princes Street
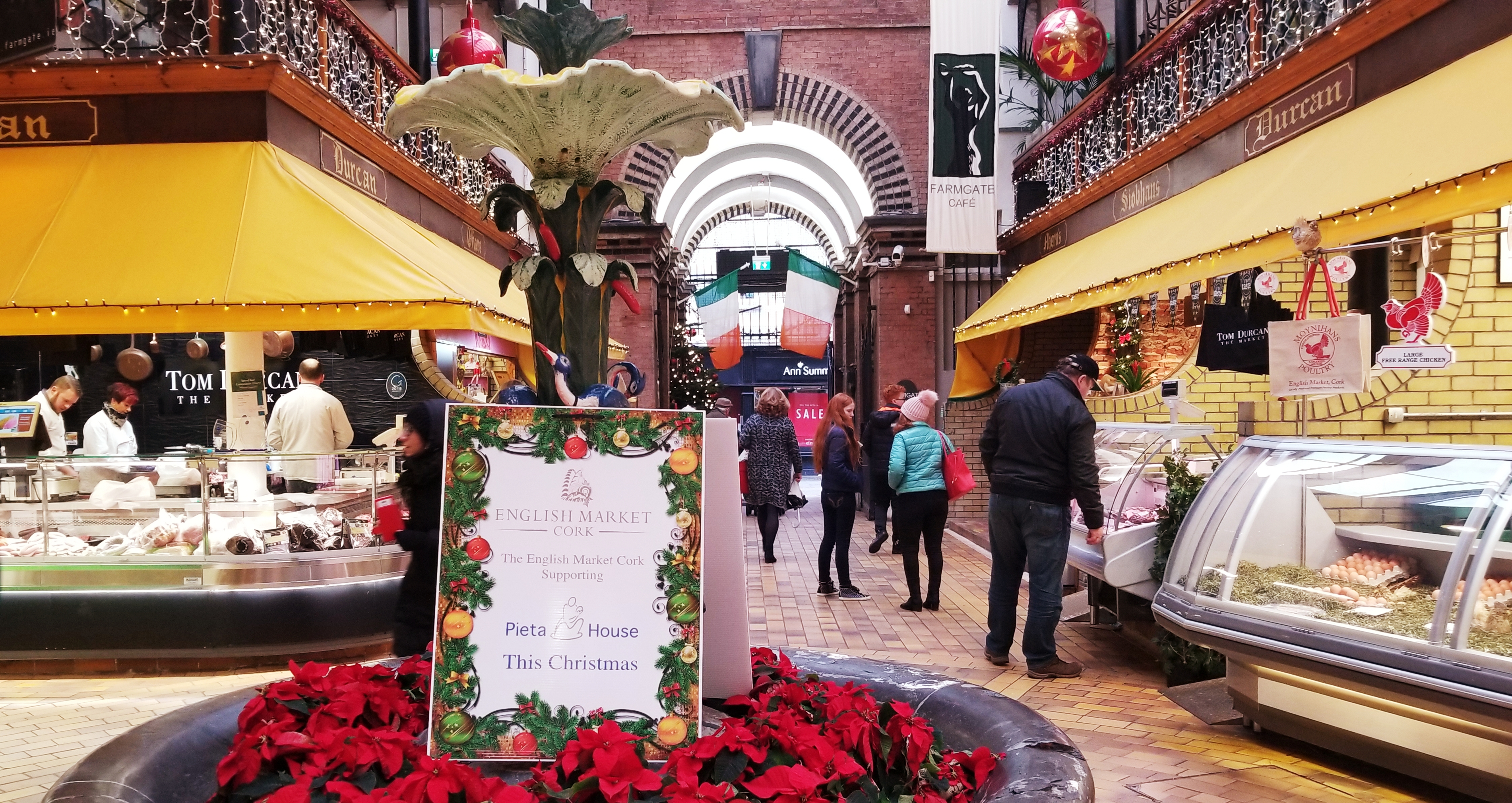
De markthal rondom kerst
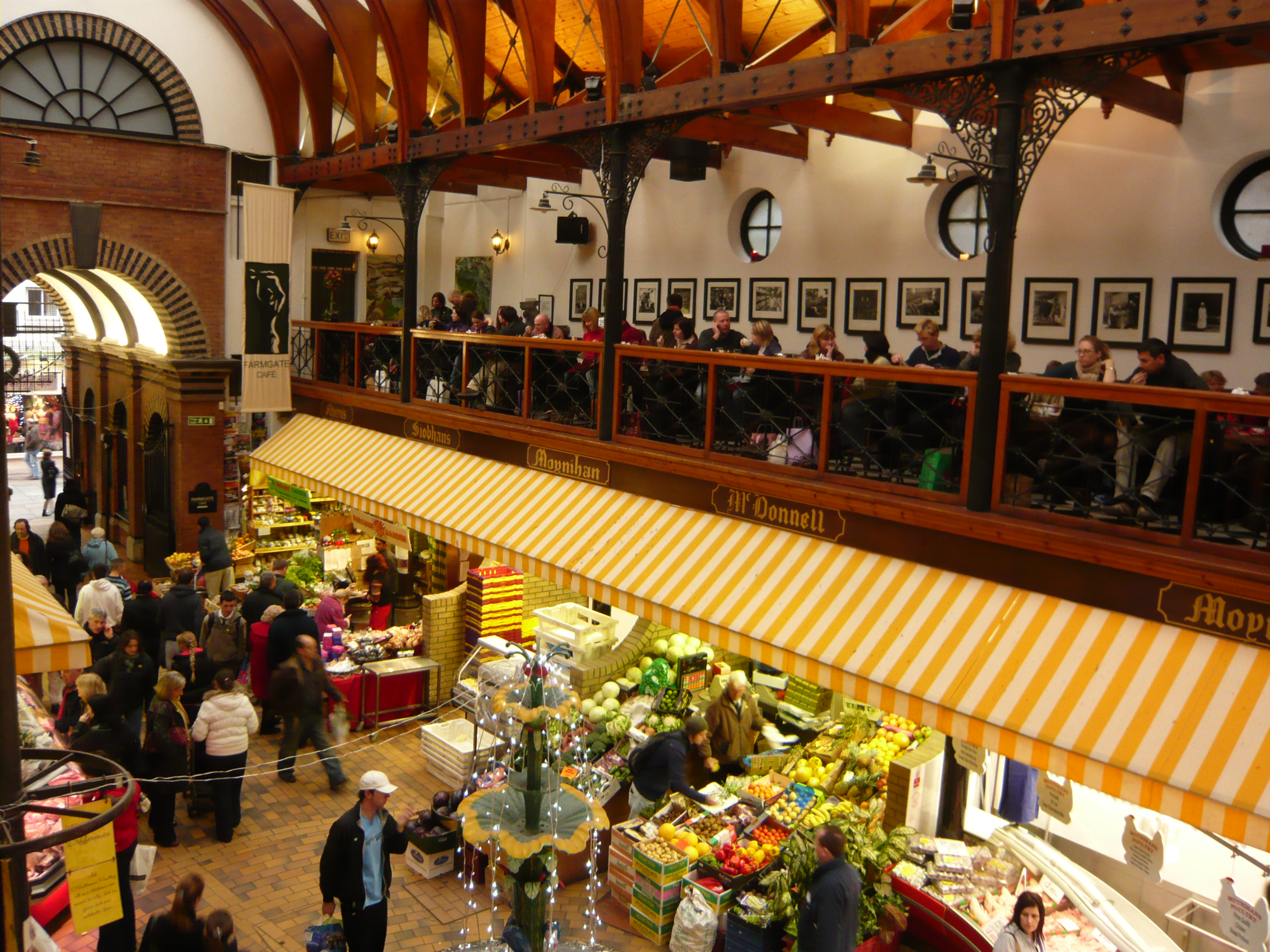
Galerij en begane grond
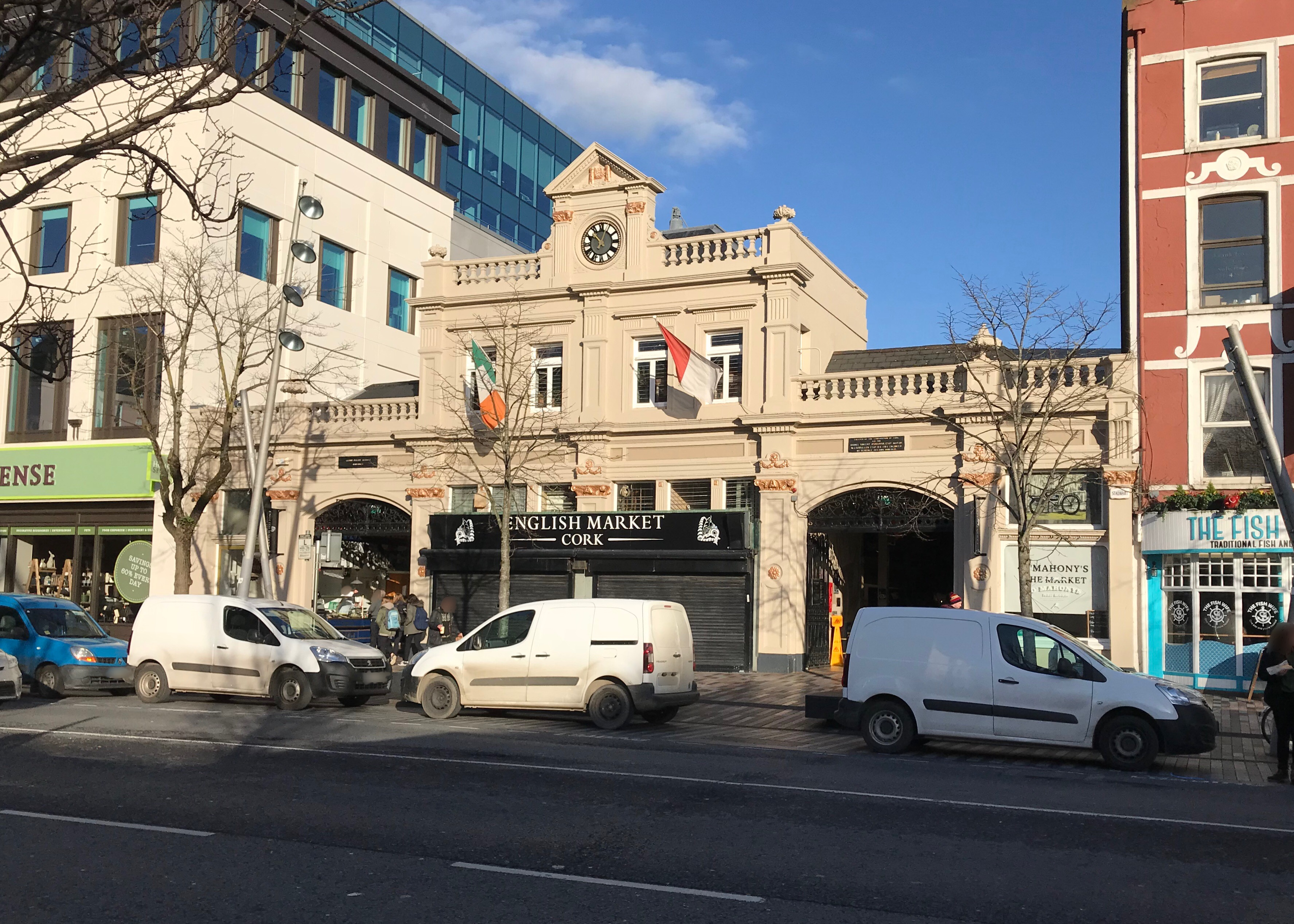
Ingang aan de kant van de Grand Parade